# Discografie van Ariana Grande
De discografie van Ariana Grande, een Amerikaanse zangeres, geeft een overzicht van haar studioalbums, extended plays, hitnoteringen en videoclips.

## Albums

### Studioalbums
| Jaar | Details                                                                                   | Hoogste positie | Hoogste positie | Hoogste positie | Hoogste positie | Hoogste positie | Hoogste positie | Hoogste positie | Hoogste positie | Hoogste positie | Verkoopcijfers                |
| Jaar | Details                                                                                   | US              | AUS             | AUT             | CAN             | FRA             | GER             | NL              | NZ              | SWI             | Verkoopcijfers                |
| ---- | ----------------------------------------------------------------------------------------- | --------------- | --------------- | --------------- | --------------- | --------------- | --------------- | --------------- | --------------- | --------------- | ----------------------------- |
| 2013 | Yours Truly - Uitgebracht: 30 augustus 2013 - Label: Republic - Formaat: Muziekdownload   | 1               | 6               | 31              | 2               | 183             | -               | 5               | 11              | 57              | Wereldwijd (SPS): 2.500.000   |
| 2014 | My Everything - Uitgebracht: 22 augustus 2014 - Label: Republic - Formaat: Muziekdownload | 1               | 1               | 5               | 1               | 18              | 5               | 3               | 3               | 2               | Wereldwijd (SPS): 10.000.000+ |
| 2016 | Dangerous Woman - Uitgebracht: 20 mei 2016 - Labels: Republic - Formaat: Muziekdownload   | 2               | 1               | 4               | 2               | 8               | 6               | 1               | 1               | 3               | Wereldwijd (SPS): 4.600.000   |
| 2018 | Sweetener - Uitgebracht: 17 augustus 2018 - Label: Republic - Formaat: Muziekdownload     | 1               | 1               | 1               | 1               | 2               | 3               | 1               | 1               | 1               | Wereldwijd (SPS): -           |
| 2019 | Thank U, Next - Uitgebracht: 8 februari 2019 - Label: Republic - Formaat: Muziekdownload  | 1               | 1               | 1               | 1               | 3               | 3               | 2               | 1               | 2               | Wereldwijd (SPS): -           |
| 2020 | Positions - Uitgebracht: 30 oktober 2020 - Label: Republic - Formaat: Muziekdownload      | 1               | 2               | 1               | 1               | 8               | 7               | 2               | 1               | 4               | Wereldwijd (SPS): -           |
| 2024 | Eternal Sunshine - Uitgebracht: 8 maart 2024 - Label: Republic - Formaat: Muziekdownload  | 1               | 1               | 2               | 1               | 2               | 3               | 1               | 1               | 2               | Wereldwijd (SPS): -           |

### Extended plays (ep's)
| Jaar | Details                                                                                       | Hoogste positie | Hoogste positie | Hoogste positie | Hoogste positie | Hoogste positie | Hoogste positie | Hoogste positie | Hoogste positie | Hoogste positie | Verkoopcijfers      |
| Jaar | Details                                                                                       | US              | AUS             | AUT             | CAN             | FRA             | GER             | NL              | NZ              | SWI             | Verkoopcijfers      |
| ---- | --------------------------------------------------------------------------------------------- | --------------- | --------------- | --------------- | --------------- | --------------- | --------------- | --------------- | --------------- | --------------- | ------------------- |
| 2013 | Christmas Kisses - Uitgebracht: 12 december 2019 - Label: Republic - Formaat: Muziekdownload  | -               | -               | -               | -               | -               | -               | -               | -               | -               | Wereldwijd: 405.000 |
| 2015 | Christmas & Chill - Uitgebracht: 18 december 2021 - Label: Republic - Formaat: Muziekdownload | 34              | 49              | -               | 43              | -               | -               | -               | -               | 30              | Wereldwijd: 50.000  |

## Hitnoteringen

### Albums
| Album met eventuele hitnotering(en) in de Nederlandse Album Top 100 | Datum van verschijnen | Datum van binnenkomst | Hoogste positie | Aantal weken | Opmerkingen |
| ------------------------------------------------------------------- | --------------------- | --------------------- | --------------- | ------------ | ----------- |
| Yours Truly                                                         | 30-08-2013            | 07-09-2013            | 5               | 3            |             |
| My Everything                                                       | 22-08-2014            | 30-08-2014            | 3               | 40           | Goud        |
| Dangerous Woman                                                     | 20-05-2016            | 28-05-2016            | 1               | 17           |             |
| Sweetener                                                           | 17-08-2018            | 25-08-2018            | 1               | 24           |             |
| Thank U, Next                                                       | 08-02-2019            | 16-02-2019            | 2               | 20           |             |
| Positions                                                           | 23-10-2020            | 7-11-2020             | 2               | 55           |             |
| Eternal sunshine                                                    | 8-3-2024              | 7-11-2020             | 1               | 24           |             |

### Singles
| Single met eventuele hitnotering(en) in de Nederlandse Top 40 | Datum van verschijnen | Datum van binnenkomst | Hoogste positie | Aantal weken | Opmerkingen                                                     |
| ------------------------------------------------------------- | --------------------- | --------------------- | --------------- | ------------ | --------------------------------------------------------------- |
| The Way                                                       | 2013                  | 06-04-2013            | 28              | 3            | met Mac Miller / Nr. 22 in de Single Top 100                    |
| Popular Song                                                  | 2013                  |                       |                 |              | met Mika / Nr. 92 in de Single Top 100                          |
| Baby I                                                        | 2013                  | 2013                  | tip17           |              | Nr. 39 in de Single Top 100                                     |
| Last Christmas                                                | 2013                  |                       |                 |              | Nr. 59 in de Single Top 100                                     |
| Love Is Everything                                            | 2013                  |                       |                 |              | Nr. 89 in de Single Top 100                                     |
| Snow In California                                            | 2013                  |                       |                 |              | Nr. 93 in de Single Top 100                                     |
| Problem                                                       | 2014                  | 17-05-2014            | 5               | 22           | met Iggy Azalea / Nr. 10 in de Single Top 100 / 3x Platina      |
| Break Free                                                    | 2014                  | 26-07-2014            | 3               | 26           | met Zedd / Nr. 6 in de Single Top 100 / 2x Platina              |
| Bang Bang                                                     | 2014                  | 16-08-2014            | 6               | 20           | met Jessie J & Nicki Minaj / Nr. 7 in de Single Top 100         |
| Best Mistake                                                  | 2014                  |                       |                 |              | met Big Sean / Nr. 67 in de Single Top 100                      |
| Love Me Harder                                                | 2014                  | 29-11-2014            | 7               | 17           | met The Weeknd / Nr. 12 in de Single Top 100 / Alarmschijf      |
| Santa Tell Me                                                 | 2014                  | 20-12-2014            | 28              | 1            | Nr. 8 in de Single Top 100                                      |
| One Last Time                                                 | 2014                  | 28-02-2015            | 8               | 17           | Nr 11 in de Single Top 100 / Alarmschijf                        |
| Focus                                                         | 2015                  | 07-11-2015            | 7               | 14           | Nr. 9 in de Single Top 100                                      |
| Boys Like You                                                 | 2015                  | 28-11-2015            | tip4            |              | met Who is Fancy & Meghan Trainor / Nr. 89 in de Single Top 100 |
| Winter Things                                                 | 2015                  |                       |                 |              | Nr. 40 in de Single Top 100                                     |
| Over And Over Again                                           | 2016                  | 23-01-2016            | tip6            |              | met Nathan Sykes                                                |
| Dangerous Woman                                               | 2016                  | 19-03-2016            | 14              | 9            | Nr. 21 in de Single Top 100 / Alarmschijf                       |
| Be Alright                                                    | 2016                  |                       |                 |              | Nr. 89 in de Single Top 100                                     |
| Into You                                                      | 2016                  | 14-05-2016            | 13              | 11           | Nr. 21 in de Single Top 100 / Alarmschijf                       |
| Side to Side                                                  | 2016                  | 10-09-2016            | 11              | 18           | met Nicki Minaj / Nr. 21 in de Single Top 100                   |
| Faith                                                         | 2016                  | 17-12-2016            | tip15           |              | met Stevie Wonder                                               |
| Heatstroke                                                    | 2017                  | 08-04-2017            | tip5            |              | met Calvin Harris, Young Thug & Pharrell Williams               |
| no tears left to cry                                          | 2018                  | 27-04-2018            | 2               | 23           | Nr. 4 in de Single Top 100 / Alarmschijf                        |
| Dance to This                                                 | 2018                  | 13-06-2018            | tip20           |              | met Troye Sivan                                                 |
| Bed                                                           | 2018                  | 14-06-2018            | tip12           |              | met Nicki Minaj / Nr. 47 in de Single Top 100                   |
| the light is coming                                           | 2018                  | 15-06-2018            |                 |              | met Nicki Minaj / Nr. 81 in de Single Top 100                   |
| God is a woman                                                | 2018                  | 13-07-2018            | 26              | 8            | Nr. 19 in de Single Top 100                                     |
| breathin                                                      | 2018                  | 17-08-2018            | 18              | 10           | Nr. 23 in de Single Top 100 / Alarmschijf                       |
| Thank u, next                                                 | 2018                  | 03-11-2018            | 3               | 13           | Nr. 3 in de Single Top 100                                      |
| imagine                                                       | 2018                  | 14-12-2018            | 38              | 3            | Nr. 32 in de Single Top 100                                     |
| 7 Rings                                                       | 2019                  | 26-01-2019            | 9               | 11           | Nr. 4 in de Single Top 100                                      |
| Boyfriend                                                     | 2019                  | 17-08-2019            | 33              | 5            | Met Social House Nr. 30 in de Single Top 100                    |
| Don't Call Me Angel                                           | 2019                  | 21-09-2019            | 28              | 3            | Met Miley Cyrus en Lana Del Rey Nr. 27 in de Single Top 100     |
| Good As Hell                                                  | 2019                  | 16-11-2019            | 28              | 5            | Met Lizzo, Nr. 50 in de Single Top 100                          |
| Stuck With You                                                | 2020                  | 16-05-2020            | 6               | 13           | Met Justin Bieber Nr. 3 in de Single Top 100                    |
| Rain On Me                                                    | 2020                  | 30-5-2020             | 7               | 18           | Met Lady Gaga, Nr. 9 in de Single Top 100                       |
| Positions                                                     | 2020                  | 31-10-2020            | 9               | 12           | Nr. 6 in de Single Top 100                                      |
| Die for you                                                   | 2023                  | 4-3-2023              | 13              | 9            |                                                                 |
| Yes, and?                                                     | 2024                  | 13-01-2024            | 5               | 9            | Nr. 2 in de Single Top 100                                      |
| We can't be friends (wait for your love)                      | 2024                  | 09-03-2024            | 21              | 2            | Nr. 8 in de Single Top 100                                      |

| Single met hitnotering(en) in de Vlaamse Ultratop 50 | Datum van verschijnen | Datum van binnenkomst | Hoogste positie | Aantal weken | Opmerkingen                |
| ---------------------------------------------------- | --------------------- | --------------------- | --------------- | ------------ | -------------------------- |
| Popular Song                                         | 2013                  | 09-02-2013            | tip8            | -            | met Mika                   |
| The Way                                              | 2013                  | 28-09-2013            | tip58           | -            | met Mac Miller             |
| Problem                                              | 2014                  | 10-05-2014            | 15              | 21           | met Iggy Azalea            |
| Bang Bang                                            | 2014                  | 09-08-2014            | 14              | 19           | met Jessie J & Nicki Minaj |
| Best Mistake                                         | 2014                  | 23-08-2014            | 49              | 1            | met Big Sean               |
| Break Free                                           | 2014                  | 06-09-2014            | 17              | 20           | met Zedd                   |
| Santa Tell Me                                        | 2014                  | 27-12-2014            | 32              | 2            |                            |
| Love Me Harder                                       | 2014                  | 17-01-2015            | 45              | 3            | met The Weeknd             |
| All My Love                                          | 2014                  | 17-01-2015            | -               | -            | met Major Lazer            |
| One Last Time                                        | 2015                  | 04-04-2015            | 22              | 15           | Goud                       |
| Focus                                                | 2015                  | 07-11-2015            | 14              | 4            |                            |
| Dangerous Woman                                      | 2016                  | 08-04-2016            | 31              | 9            | Goud                       |
| Into You                                             | 2016                  | 21-05-2016            | 29              | 13           | Goud                       |
| Side to Side                                         | 2016                  | 10-09-2016            | 23              | 12           | met Nicki Minaj / Goud     |
| No Tears Left to Cry                                 | 2018                  | 27-04-2018            | 9               | -            |                            |
| God Is a Woman                                       | 2018                  | 25-08-2018            | 47              | 4            |                            |
| Breathin                                             | 2018                  | 29-09-2018            | 21              | 15           |                            |
| Thank U, Next (single)                               | 2018                  | 17-11-2018            | 7               | 21           |                            |
| 7 Rings                                              | 2019                  | 26-01-2019            | 4               | 20           |                            |
| Break Up with Your Girlfriend, I'm Bored             | 2019                  | 16-02-2019            | 27              | 8            |                            |
| Boyfriend                                            | 2019                  | 10-08-2019            | 33              | 6            |                            |
| Don't Call Me Angel                                  | 2019                  | 21-09-2019            | 28              | 4            |                            |
| Stuck With You                                       | 2020                  | 16-05-2020            | 16              | 19           |                            |
| Rain On Me                                           | 2020                  | 30-05-2020            | 5               | 23           |                            |
| Positions                                            | 2020                  | 31-10-2020            | 14              | 16           |                            |
| Yes, and?                                            | 2024                  | 12-01-2024            | -               | -            |                            |

## Videoclips
| Jaar | Titel                                                                  | Album                                 | Regisseur                                                                 |
| ---- | ---------------------------------------------------------------------- | ------------------------------------- | ------------------------------------------------------------------------- |
| 2013 | The Way (ft. Mac Miller)                                               | Yours Truly                           | Ariana Grande & Mac Miller                                                |
| 2013 | Almost is Never Enough                                                 | The Mortal Instruments: City of Bones | The Young Astronauts                                                      |
| 2013 | Baby I                                                                 | Yours Truly                           | Ray Kay                                                                   |
| 2013 | Right There                                                            | Yours Truly                           | The Young Astronauts                                                      |
| 2014 | Problem                                                                | My Everything                         | The Young Astronauts                                                      |
| 2014 | Break Free                                                             | My Everything                         | Chris Marrs Piliero                                                       |
| 2014 | Bang Bang (ft. Jessie J & Nicki Minaj                                  | My Everything                         | Hannah Lux Davis                                                          |
| 2014 | Love Me Harder (ft. The Weeknd)                                        | My Everything                         | Hannah Lux Davis                                                          |
| 2014 | Santa Tell Me                                                          | Christmas Kisses (luxe editie)        | Chris Marrs Piliero                                                       |
| 2015 | One Last Time                                                          | My Everything                         | Max Landis                                                                |
| 2015 | Focus                                                                  | My Everything (Japanse luxe editie)   | Hannah Lux Davis                                                          |
| 2016 | Dangerous Woman                                                        | Dangerous Woman                       | The Young Astronauts                                                      |
| 2016 | Into You                                                               | Dangerous Woman                       | Hannah Lux Davis                                                          |
| 2016 | Side to Side                                                           | Dangerous Woman                       | Hannah Lux Davis                                                          |
| 2017 | Everyday                                                               | Dangerous Woman                       | Chris Marrs Piliero                                                       |
| 2018 | No Tears Left to Cry                                                   | Sweetener                             | Dave Meyers                                                               |
| 2018 | The Light Is Coming (ft. Nicki Minaj)                                  | Sweetener                             | Dave Meyers                                                               |
| 2018 | God is a woman                                                         | Sweetener                             | Dave Meyers                                                               |
| 2018 | Breathin                                                               | Sweetener                             | Hannah Lux Davis                                                          |
| 2018 | Thank u, next                                                          | Thank u, next                         | Hannah Lux Davis                                                          |
| 2019 | 7 rings                                                                | Thank u, next                         | Hannah Lux Davis                                                          |
| 2019 | Break up with your girlfriend, I'm bored                               | Thank u, next                         | Hannah Lux Davis                                                          |
| 2019 | MONOPOLY (ft. Victoria Monét)                                          |                                       | Alfredo Flores & Ricky Alvarez                                            |
| 2019 | Boyfriend (ft. Social House)                                           | Hannah Lux Davis                      |                                                                           |
| 2019 | Don't Call Me Angel (Charlie's Angel) (ft. Miley Cyrus & Lana Del Rey) | Hannah Lux Davis                      | Charlie's Angels (Original Motion Picture Soundtrack)                     |
| 2020 | Stuck with U (ft. Justin Bieber)                                       |                                       | Rory Kramer, Alfredo Flores, Ariana Grande, Justin Bieber & Scooter Braun |
| 2020 | Rain On Me (ft. Lady Gaga)                                             | Chromatica (Lady Gaga album)          | Robert Rodriguez                                                          |
| 2020 | Positions                                                              | Positions                             | Dave Meyers                                                               |
| 2020 | 34 + 35                                                                | Positions                             | Director X                                                                |
| 2021 | 34 + 35 (Remix) (ft. Doja Cat & Megan Thee Stallion)                   | Positions (Deluxe)                    | Stefan Kohli                                                              |
| 2024 | Yes, and?                                                              | Eternal sunshine                      | Christian Breslauer                                                       |